# 펫시터
펫시터(영어: pet sitter)는 어린이를 유아원이나 유치원에 맡기지 않고 베이비시터를 집으로 불러 돌봐주도록 하듯이, 펫을 펫샵이나 동물병원 등에 맡기지 않고 집으로 방문하여 돌봐주는 일을 하는 전문적인 직업인이다. 펫(영어: pet)과 돌봄이(영어: sitter)의 합성어로서 우리가 흔히 알고 있는 베이비시터(영어: baby sitter)의 개념에서 그 대상이 '아이'에서 '펫'으로 바뀐 것뿐임을 생각한다면 의외로 간단하게 이해가 된다.
한마디로 펫시팅이라는 말은 펫에 대해 주인이 평소에 돌보는 일을 대신하여 해주고 그 대가를 받는 전문적인 직업을 말하며, 이러한 전문가를 펫시터라고 말한다.
펫의 주인이 여행이나 출장, 입원 등으로 집을 비울 때 펫을 동물병원이나 펫샵에 맡기고 가는 것이 보통이다. 이와는 달리 펫시터라는 것은 펫을 맡기러 가는 대신에 담당 시터가 펫이 사는 집으로 방문하여 펫을 돌보는 일을 하는 출장 서비스이다. 담당시터는 펫에게 급식을 하고, 배변 처리를 하고 강아지의 경우에는 산책을 시키기도 한다.
다시 말해 평소에 주인이 하는 것과 똑같은 일을 대신하여 하는 것이다. 그 때문에 사전에 펫 주인과 만나 돌보는 내용에 대해 자세히 듣는다.